# Нерль (приток Клязьмы)
Нерль — река в Ярославской, Ивановской и Владимирской областях России, левый приток реки Клязьмы (бассейна Волги). Для отличия от одноимённой реки, впадающей в Волгу («Нерли Большой»), иногда применяются уточняющие названия — «Нерль Малая», «Нерль Клязьменская».
Длина — 284 км, площадь водосборного бассейна — 6780 км². Питание смешанное, с преобладанием снегового. Среднегодовой расход воды — в 102 км от устья 25,7 м³/сек. Замерзает в ноябре — декабре, вскрывается в апреле.

## Этимология
В основе гидронима Нерль древний озёрно-речной термин «нер-» (ср. озеро Неро); формант «-ль» может рассматриваться как краткая форма речного термина «лей», принадлежавшего древнему финно-угорскому населению. Возможно и более древнее, дофинское происхождение из индоевропейского языка, близкого к балтийским: основа «нер» сопоставима с литовским nara «поток», а литовский суффикс «-el» может отражаться в виде «-ль-». Одноимённость притока Клязьмы и притока Волги, почти соприкасающихся верховьями, рассматривается как топонимическое свидетельство их использования в качестве водного пути из Новгорода в Суздаль и Владимир или даже в целом на пути «из варяг в арабы».

## Физико-географическая характеристика
Исток — болото Белое в окрестностях деревни Ченцы в Ярославской области. Чуть ниже по течению (близ современного Ярославского шоссе) русло реки сближается с Плещеевом озером на минимальное расстояние. В верховьях река протекает среди высоких холмистых берегов, поросших хвойными и смешанными лесами. В среднем течении лесов меньше, а ближе к устью берега открытые, луговые, лесов почти нет. Притоки слева — Рюмжа, Пошма, Шиха, Ухтома, Зименка, Названка, Крапивновка, Синюха, Подыкса и Печуга. Притока справа — Тошма, Шоса, Селекша, Желтуха, Чёрная, Ирмес, Уловка и Поколяйка.
На реке имеется несколько плотин. Несудоходная.
Вблизи впадения в Клязьму на берегу Нерли расположена бывшая резиденция князя Андрея Боголюбского Боголюбово, а также шедевр древнерусского зодчества — храм Покрова Богородицы на Нерли (XII в.).
При впадении реки Каменки в Нерль (4 км к востоку от Суздаля) на берегу Нерли расположено древнее село Кидекша и архитектурный ансамбль XII—XVIII веков, включающий ранний памятник владимиро-суздальского зодчества, первую белокаменную постройку северо-восточной Руси — церковь Бориса и Глеба.
На реке Нерли находятся посёлок Петровский и деревни Лучки, Мирславль и др.

### Притоки
(указано расстояние от устья)
- 9 км: река Соловуха
- 14 км: река Поколяйка
- 16 км: река Уловка
- 32 км: река Печуга
- 62 км: река Каменка
- 74 км: река Ирмес
- 76 км: река Подыкса (Раек)
- 81 км: река Курка
- 82 км: река Синюха (Булгаковка) (левый)
- река Жуковка (левый)
- 109 км: река Крапивновка (Устье) (левый)
- 112 км: река Койка (левый)
- 118 км: река Незванка (левый)
- река безымянная (правый)
- река Чёрная (правый)
- река безымянная (левый)
- 130 км: река Туга (левый)
- 137 км: река Сойба (правый)
- 138 км: река Зименка (левый)
- 142 км: река Желтуха (Печегда) (правый)
- река Козлиха (приток Нерли) (левый)
- 148 км: река Ухтома (левый)
- 154 км: река Чёрная Речка
- 158 км: река Пиклия
- 159 км: река Селекша
- 169 км: река Шиха
- 179 км: река Пашма (Пошма)
- 192 км: река Шоса
- 207 км: река Шаха
- 235 км: река Каменка (Суяга)
- 236 км: река Тошма

## Археология
В Суздальском районе на правом берегу Нерли у села Мордыш находится средневековое селище «Мордыш 1», входящее в состав Васильковского археологического комплекса.

## Данные водного реестра
По данным государственного водного реестра России относится к Окскому бассейновому округу, водохозяйственный участок реки — Нерль от истока до устья, речной подбассейн реки — Ока ниже впадения реки Мокша. Речной бассейн реки — Ока.